# Lelia Goldoni
Lelia Goldoni, nata Lelia Vita Rizzuto (New York, 1º ottobre 1936 – Englewood, 22 luglio 2023), è stata un'attrice statunitense.

## Biografia
Soprannominata "l'Angelo nero", esordì nello spettacolo come ballerina di jazz all'età di dieci anni.
Per tutta la sua carriera restò ai margini della produzione cinematografica d'autore; apparve invece spesso nel cinema indipendente anni settanta. Studentessa e in seguito insegnante all'Actor's Studio, esordì giovanissima in Stanotte sorgerà il sole (1949) di John Huston. Dopo essersi allontanata dal cinema per dieci anni, vi ritornò solamente nel 1960, quando recitò in Ombre di John Cassavetes.
Protagonista dell'horror con Il teatro della morte (1966) di Samuel Gallu, con Christopher Lee, fu anche in Un colpo all'italiana (1969) di Peter Collinson. In seguito si calò nei panni di Bea, la migliore amica della protagonista in Alice non abita più qui (1975) di Martin Scorsese, un ruolo per cui verrà candidata ai BAFTA come miglior attrice non protagonista.
Intraprese in seguito una carriera televisiva ricca di successi, ritornando solo sporadicamente al cinema, sino all'inizio degli anni '90. Dopo un ulteriore periodo di assenza, riapparve in Irene in Time (2007) di Henry Jaglom.

## Filmografia parziale

### Cinema
- Ombre (Shadows), regia di John Cassavetes (1959)
- Il teatro della morte (Theatre of Death), regia di Samuel Gallu (1966)
- Un colpo all'italiana (The Italian Job), regia di Peter Collinson (1969)
- Alice non abita più qui (Alice Doesn't Live Here Anymore), regia di Martin Scorsese (1974)
- Il giorno della locusta (The Day of the Locust), regia di John Schlesinger (1975)
- Una strada chiamata domani (Bloodbrothers), regia di Robert Mulligan (1978)
- Terrore dallo spazio profondo (Invasion of the Body Snatchers), regia di Philip Kaufman (1978)
- Somebody to Love - Qualcuno da amare (Somebody to Love), regia di Alexandre Rockwell (1994)
- L'altra faccia del diavolo (The Devil Inside), regia di William Brent Bell (2012)

### Televisione
- Johnny Staccato (Johnny Staccato) – serie TV, episodio 1x11 (1959)
- Missione segreta (Espionage) – serie TV, episodio 1x20 (1964)
- Squadra speciale anticrimine (The Felony Squad) – serie TV, episodio 2x26 (1968)
- La scomparsa di Aimée (The Disappearance of Aimée), regia di Anthony Harvey – film TV (1976)
- Non c'è posto per nascondersi (Nowhere to Hide), regia di Jack Starrett – film TV (1977)